# Carrefour Champêtre
 (septembre 2022).
Le Carrefour Champêtre est un centre de magasins d'usine extérieur situé à Bromont, Québec qui opère maintenant sous le nom des Factoreries Tanger. 

## Historique
Le complexe fut inauguré en mai 2006.

## Commerces
Il y a une trentaine de boutiques, principalement des boutiques-entrepôts de chaines nationales et internationales. 
Même si ce sont principalement des boutiques de mode, il y a aussi des restaurants, des magasins de sport et des boutiques d'articles pour la maison et même un hôtel ; Le Saint-Martin Hotel & Suites.